# Laurent Gendron
Laurent Gendron, né le 21 janvier 1958 est un acteur français.

## Filmographie

### Cinéma
- 1985 : Rue du départ de Tony Gatlif : Le second flic
- 1986 : L'été en pente douce de Gérard Krawcyk : L'américain
- 1986 : La Vie dissolue de Gérard Floque, de Georges Lautner : Maxime Nasal
- 1986 : Les frères Pétard de Hervé Palud
- 1987 : Le Solitaire, de Jacques Deray : Rocky
- 1987 : Flag de Jacques Santi : Tintin
- 1988 : La Maison assassinée, de Georges Lautner : Le simplet
- 1993 : Profil bas de Claude Zidi : Manu
- 1993 : Cache Cash de Claude Pinoteau
- 1994 : La Vengeance d'une blonde de Jeannot Szwarc : Goulot
- 1995 : Les Anges Gardiens, de Jean-Marie Poiré : Lucky, le frère d'Antoine Carco
- 1996 : Hercule et Sherlock, de Jeannot Szwarc : Daniel
- 1996 : Capitaine au long cours de Bianca Conti Rossini
- 1996 : Les palmes de monsieur Schutz de Claude Pinoteau
- 1997 : Les Couloirs du temps : Les Visiteurs 2, de Jean-Marie Poiré : Le Pompiste
- 1997 : Le diner de cons de Francis Veber : Un invité
- 1998 : Cuisine américaine, de Jean-Yves Pitoun : Bruno
- 2005 : La vie est à nous !, de Gérard Krawczyk : Alf
- 2008 : Le Missionnaire, de Roger Delattre : Gendarme Mathieu
- 2011 : Voir la mer de Patrice Leconte : Arthur Chaix
- 2012 : Le Magasin des suicides de Patrice Leconte : Voix de Vincent

### Télévision
- 1985 : Néo Polar (série télévisée) - Épisode 5 "La Mariée rouge" de Jean-Pierre Bastid : Lou
- 1985 : Série Noire (Série TV) - Épisode 16 "Le Grand môme" de Jacques Ertaud : Emile Chatelet
- 1986 : L'Or noir de Lornac (Feuilleton) de Tony Flaadt
- 1986 : Les mémés sanglantes (Téléfilm) de Bruno Gantillon : Angélo Ferraro
- 1986 : Contes de Noël de Olivier Altmann
- 1987 : Maria Vandamme (Série TV) de Jacques Ertaud
- 1989 : Souris Noire (Série TV) - Saison 2, Épisode 7 "Du son pour la souris" de Jean-Pierre Bastid
- 1989 : A Fine Romance (Série TV) - Épisode 1 "Desperately Seeking Louisa" de Thomas J. Wright : Le chauffeur de taxi

## Théâtre
- 1984-1985 : Le petit poisson vagabond de Annie Degay (Théâtre du Point Virgule)
- 1987-1988 : Et puis j'ai mis un cravate... de Liza Viet (Théâtre du Petit Odéon, La Potinière)
- 1989 : Caviar ou lentilles de Jacques Rosny (Spectacle 2000)
- 1990 : La Cerisaie d'Anton Tchekhov, mise en scène Jacques Rosny, (Théâtre de la Madeleine)
- 1991 : Les Misérables, de Claude-Michel Schönberg et Alain Boublil (Théâtre Mogador)
- 1996-1997 : Douze hommes en colère de Stéphan Meldegg (Atelier Théâtre Actuel)
- 2003-2004 : Knock de Maurice Benichou (Théâtre Antoine)
- 2008 : Héloïse  de Patrick Cauvin, mise en scène Patrice Leconte, (Théâtre de l'Atelier)